# باول سوريانو
باول سوريانو هو مخرج فلبيني، ولد في 17 أكتوبر 1981 في لوس أنجلوس في الولايات المتحدة.

## وصلات خارجية
- باول سوريانو على موقع IMDb (الإنجليزية)
- باول سوريانو على موقع قاعدة بيانات الفيلم (الإنجليزية)